# 丹後海陸交通
丹後海陸交通株式會社（日语：／）是一家總部位於京都府與謝郡與謝野町的公司。主要於京都府宮津市、京丹後市、與謝郡等丹後半島周邊地區經營巴士、船舶、纜索鐵路和索道業務。該公司的巴士稱為丹海巴士（日语：／）。為阪急阪神控股集團旗下公司。沒有加盟Surutto KANSAI。
曾經設有子公司丹海觀光巴士（總部位於京都市南區。車廠位於大阪市淀川區），負責租賃巴士業務。後來由於經濟不景、少子化，以及旅行多樣化等原因使租賃巴士的需要減少。公司於1997年12月結業。

## 歷史
- 1896年（明治29年）公司前身伊根汽船合資會社開設連接宮津至伊根之汽船業務。
- 1944年（昭和19年）2月14日 在國家政策下把交通工具公司合併。宮津地區內五家巴士和汽船公司合併，丹後海陸交通成立[4]。
- 1951年（昭和26年）8月12日 天橋立纜車開業。
- 1964年（昭和39年）4月4日 天橋立吊車開業。

## 巴士業務

### 現行路線

#### 高速巴士
<>內為聯營公司。
宮津·天橋立·峰山 - 大阪線 <阪急巴士>
- 峰山詢問處 - 天橋立站 - 宮津站 - 新大阪站 - 阪急三番街高速巴士總站（梅田）
- 峰山詢問處 - 天橋立站 - 宮津站- 大阪國際機場 - 新大阪站 - 阪急三番街高速巴士總站（梅田）（前往大阪的班次先停靠阪急三番街，然後停靠新大阪）

丹後 - 京都線
- 間人 - 網野站 - 峰山詢問處 - 野田川丹海前 - 天橋立站 - 宮津站 - （京都縱貫自動車道） - 高速長岡京 - （京都縱貫自動車道、京滋繞道、第二京阪道路、阪神高速8號京都線） - 京都站
  - 2013年（平成25年）12月21日：在改變走線後重開行走。

#### 一般巴士路線
為了阻止乘客減少。在京丹後市內於2006年（平成18年）10月起，市內行走的巴士路線車費上限設定為200日圓。在制定3年後的2010年（平成22年），使用人次回復至減少時期的2倍，公司票價收入也增長了近20%，現時會繼續增加。在乘客中，有一些是原本使用私家車，後來改用巴士服務。在2013年（平成25年）10月1日起，作為前導實驗，適用範圍撞大至丹後地域整個地區（鄰接京丹後市的宮津市、伊根町和與謝野町）。
括號內的（巴士站）只有部分班次停靠。括號內的＜巴士站／巴士站＞是指只途經其中一座巴士站。
伊根線、蒲入線、經岬線

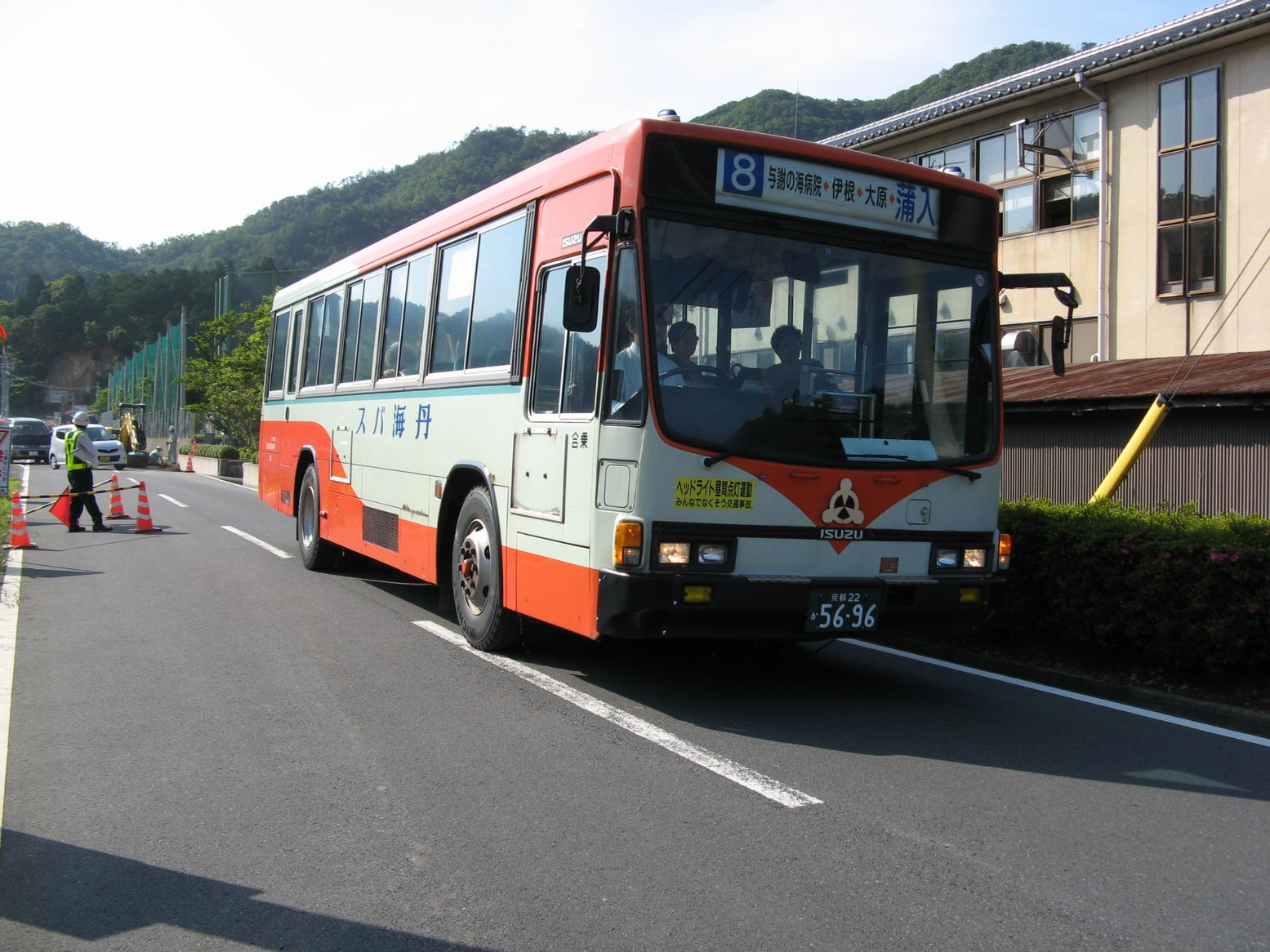
蒲入線

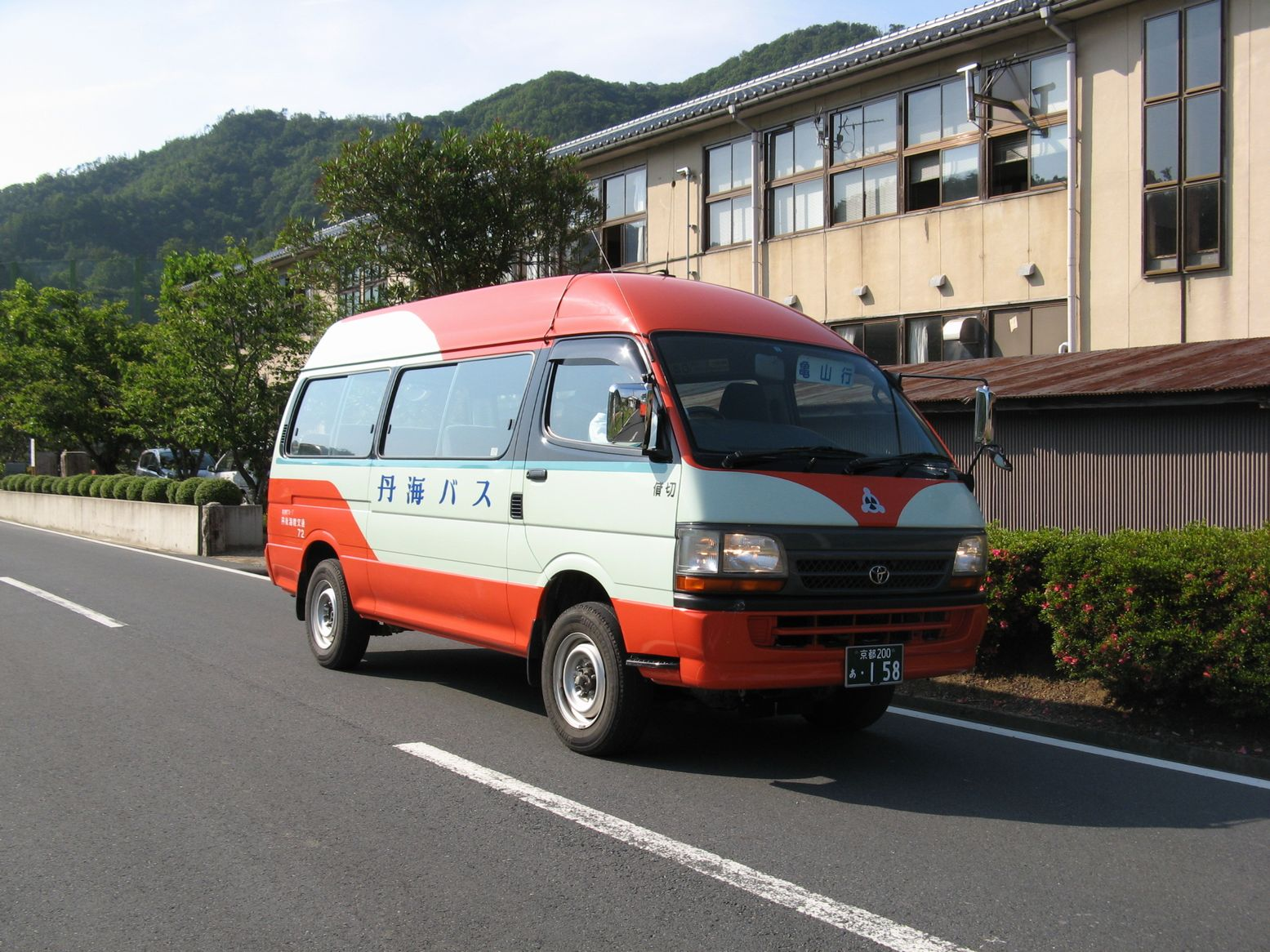
龜島日出線

- 上宮津 - 宮津高校 - 宮津站 - 天橋立站 - 岩瀧 - 東町 - 與謝之海醫院 - 天橋立纜索下 - 犀川橋 - 伊根灣周遊、日出 - 伊根 - 道之驛舟屋之里 伊根  - （ - 伊根郵局前） - 大原 - 本庄上 - 蒲入 - 經岬

與謝線、福知山線
- 傘松纜索下 - 與謝之海醫院 - Kua House岩瀧 - 岩瀧 - 與謝野站 - 水戶谷 - 四辻 - （Will） - 加悦廳舍 - SL廣場西 - 與謝 - 雲原 - 下天津 - 下荒河 - 市民醫院前 - 福知山站北出口 - 福知山站南出口 - 共榮高校前

峰山線
- 野田川丹海前 - 水戶谷 - 京丹後大宮站 - （Mine前） - 峰山 - 峰山站

醫院線（會以「與謝之海醫院線」表記）
- 峰山 - 峰山站 - 荒山 - （Mine前） - 河邊 - 大宮廳舍前 - 京丹後大宮站 - 出合 - 奧大野 - 下常吉 - 岩屋上 - 四辻 - 石川 - 與謝野站 - 岩瀧 - Kua House岩瀧 - 與謝之海醫院

海岸線
- 峰山站 - 峰山 - 網野站 - 網野 - ＜小濱／島津＞ - 琴引濱 - 三津 - 間人 - 丹後廳舍前 - 平 - （宇川溫泉吉野之里） - 中濱 - 袖志 - 經岬

間人循環線
- (1) 峰山 - 峰山站 - 矢田橋 - 彌榮醫院前 - 黑部 - 成願寺 - 丹後中學 - 丹後廳舍前 - 間人 - 三津 - 琴引濱 - ＜島津／小濱＞ - 網野 - 網野站 - 峰山 - 峰山站
- (2) 峰山站 - 峰山 - 網野站 - 網野 - ＜小濱／島津＞ - 琴引濱 - 三津 - 間人 - 丹後廳舍前 - 丹後中學 - 成願寺 - 黑部 - 彌榮醫院前 - 矢田橋 - 峰山站 - 峰山

丹後峰山線
- 經岬 - 袖志 - 中濱 - 宇川溫泉吉野之里 - 平 - 丹後廳舍前 - 間人 - 丹後中學 - 成願寺 - 黑部 - 彌榮醫院前 - 峰山站 - 峰山 - Mine前 - 峰山站東出口

延利線
- 峰山 - 峰山站 - 荒山 - Mine前 - 長岡 - 大宮廳舍前 - 小野小町溫泉 - 三坂 - 上三重 - 森本 - 延利 - 小町公園

久美濱線
- 峰山站 - 峰山 - 五箇 - 佐野甲 - 安養寺 - 橋爪 - 久美濱醫院前 - 十樂 - 久美濱站

彌榮網野砂丘線
- 彌榮分校前 - 彌榮醫院前 - 彌榮絁溫泉 - （丹後王國「食之宮古」） - 島津 - 福祉中心前 - 八丁濱 - 淺茂川 - AMITY、網野廳舍前 - 網野 - 網野站 - 夕日浦木津溫泉站 - 日間服務中心 - 濱詰 - 箱石 - 久美浜溫泉湯元館

田井線
- 道之驛海之京都宮津 - 市政廳前 - 宮津站 - 曉星高校前 - 栗田站 - 天橋之鄉 - 田井

島陰新宮由良線
- ＜由良脇公民館 - 丹後由良站 - 由良脇公民館／狩場 - 新宮＞- 栗田站 - 學校前 - （中津 - 島陰） - 宮津站 - 道之驛海之京都宮津

日置世屋線
- 與謝之海醫院 - 日置 - 金剛心院 - 宮前 - 下世屋 - 上世屋 - 世屋高原 - 體驗實習館前

加悅奧、石川線
- 加悅奧十番組 - 加悅廳舍 - Will - 川上上 - 石川 - 野田川廳舍 - 加悅廳舍

奧瀧線
- 鹿之熊 - SL廣場 - Refre Kaya之里 - 蟲本公民館 - 加悅廳舍 - Will - 野田川廳舍

伊根巴士
- 寺領 - 野村 - （越山 - 野尻） - （本庄小學 - 野室） - 伊根診所
- 伊根診所 - 伊根浦公園 - 鳥屋 - 伊根郵局 - 慈眼寺下 - 龜山
- 伊根小學] - 伊根診所 -  大原東口 - 新井 - 小泊 - 津母

成相寺登山巴士
- 傘松公園 ‐ 成相寺山門前 - 成相寺

### 過去的路線

#### 定期觀光巴士
丹後王國浪漫Su號
- 天橋立站 - 宮津站 - 天橋立、伊根（舟屋）、經岬、琴引濱等觀光景點 - 網野站 - 天橋立站
  - 4月頭 - 11月尾行走。
  - 星期一與五（假日除外）使用引擎蓋巴士。

- 在2010年度結束營業。

Gurutto丹後周遊巴士（Guru丹巴士）
- 宮津站 - 道之驛海之京都宮津 - 天橋立站 - 伊根灣周遊日出 - 伊根 - 經岬觀景台 - 宇川溫泉吉野之里 - 屏風岩 - TenkiTenki村 - 琴引濱 - 丹後王國「食之宮古」 - 網野站 - 濱詰、夕日浦
- 與一般巴士路線使用同一巴士站，但是巴士站名稱相異。
- 在2014年起，4月，7月至11月的星期六及假日行走，在2018年起不再行走。

#### 快速巴士
丹後 - 京都線（彌榮、京都市內路線）

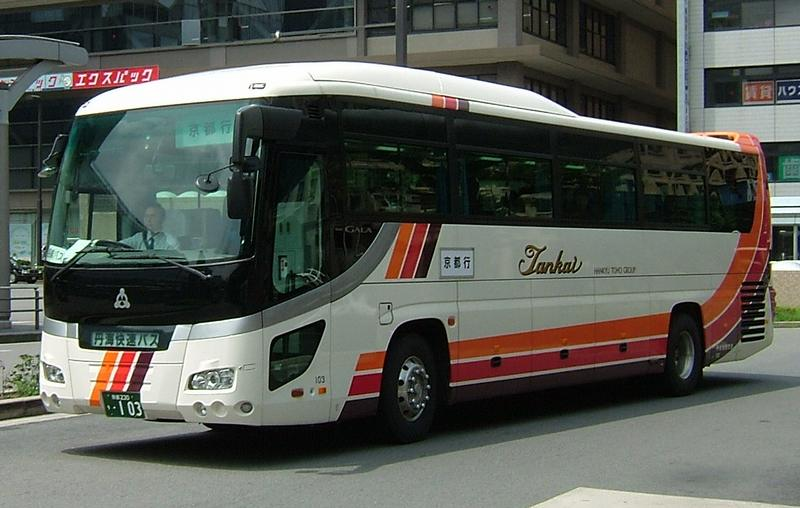
快速巴士 五十鈴 Gala

- 間人 - 彌榮機業中心前 - 峰山詢問處 - 野田川丹海前 - 天橋立站 - 宮津站 - （京都縱貫自動車道） - 京都站

#### 一般巴士路線
佐濃南線
- 久美濱站 - 久美濱醫院前 - 友重 - 新庄 - 高龍小學前 - 谷 - 安養寺 - 尉畑

京丹後市營巴士佐濃南線在2019年3月前委托丹後海陸交通營運（在翌月4月起委托其他公司）。

日谷線
- 公民館前 - 大島 - 伊根診所 - 田原 - 厚垣口 - 日谷 - 犀川橋 - 公民館前

2020年（令和2年）4月1日：取消。
上宮津線
- 道之驛海之京都宮津 - 宮津站 - 宮津高校 - 鳥尾 - 喜多 - 盛林寺 - 小香河 - 金山 - 關淵 - 平戶 - 岩戶

2020年（令和2年）4月1日：取消。
波見線
- 奧波見 - 梅谷 - 中波見 - 里波見 - 波見 - 公民館前

2020年（令和2年）4月1日：取消。

## 船舶業務

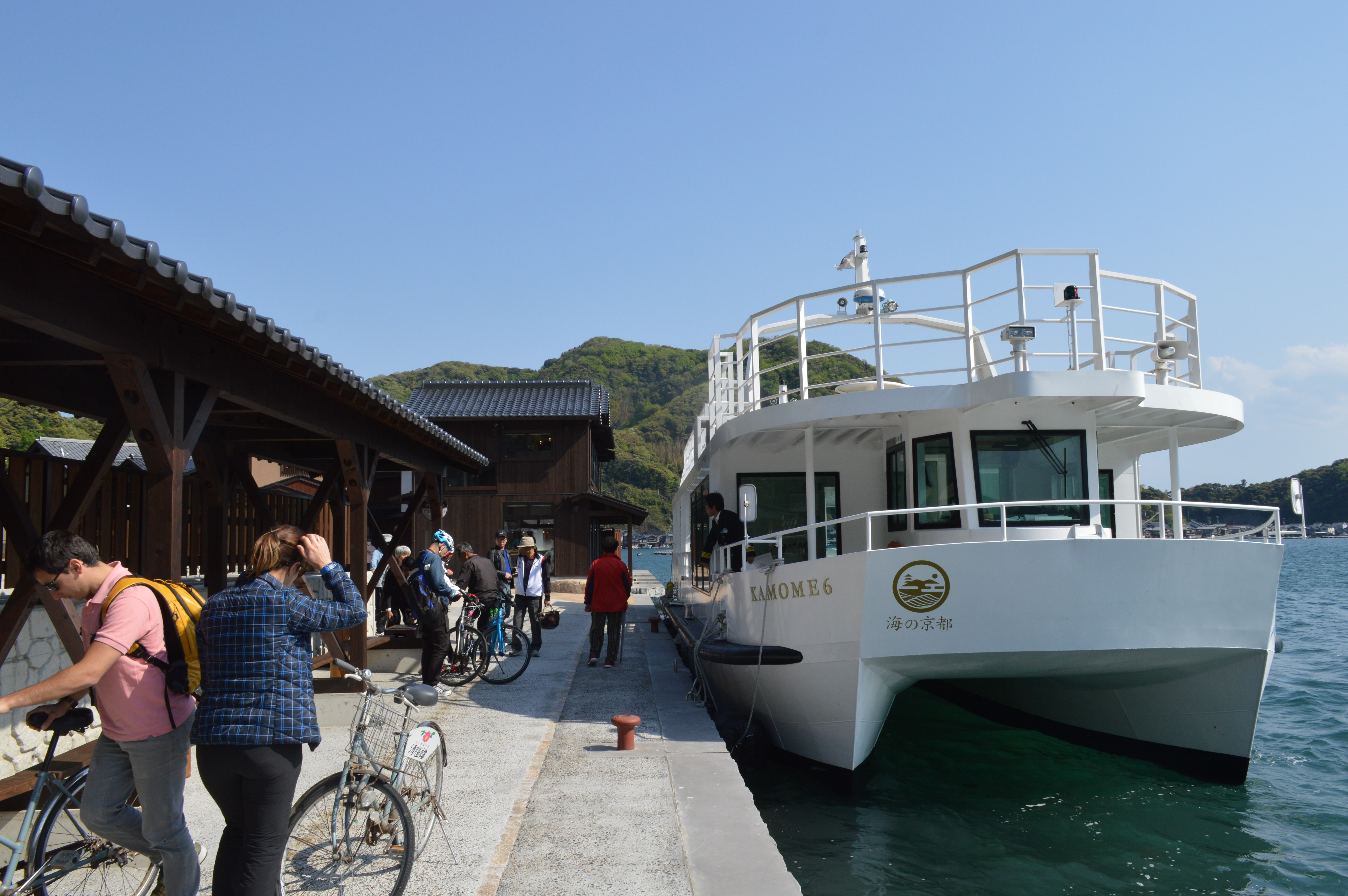
伊根灣周遊遊覽船「海鷗6號」

- 天橋立觀光船（日语：天橋立観光船） （宮津 - 天橋立 - 一之宮）
- 伊根灣周遊遊覽船（日语：伊根湾めぐり遊覧船）

另外，除了行走於天橋立至一之宮之間的觀光船外，也有隨時啟航的「特急摩托艇」，但是船費比觀光船較高。
此外在1983年前，設有行走於宮津至伊根浦之間的定期航線。在2014年8月2日起再次復活，只於星期六及假日行走（伊根航線）。直至當年的10月26日し。在2015年4月4日至11月3日，2016年4月29日至11月6日，2017年4月29日至11月5日的星期六與假日也有提供服務。在2018年7月尾至9月尾，在2019年7月尾至8月尾的星期六與假日也有提供服務。

## 鐵路、索道業務
- 天橋立鋼索鐵道（天橋立纜車）
- 天橋立吊車

## 委托社區巴士
- 伊根町營巴士（日语：伊根町営バス）
- 與謝野町社區巴士（日语：与謝野町コミュニティバス）

## 注腳
1. 1 2 3 4 5 6  鐵道統計年報平成29年度版 - 國土交通省
2. ↑  会社概要 （页面存档备份，存于）（日語） - 丹後海陸交通
3. ↑  國土交通省鐵道局監修《鉄道要覧》令和元年度版，電氣車研究會，鐵道圖書刊行會
4. ↑  丹後海陸交通ってどんな会社？ （页面存档备份，存于）（日語） - 阪急阪神控股
5. ↑  . 新着情報. 丹後海陸交通.   [2013-12-05]. （原始内容存档于2021-02-22） （日语）.
6. 1 2 3  . ちいきのきずな. 平川希都菜. 2011-03-31  [2013-12-05]. （原始内容存档于2013-12-09） （日语）.
7. ↑   (PDF). 丹後海陸交通.   [2013-12-05]. （原始内容 (PDF)存档于2016-03-04） （日语）.
8. ↑  . 伊根町. 2015-03-12  [2015-07-21]. （原始内容存档于2015-06-27） （日语）.
9. ↑  . 毎日新聞. 2018-11-03  [2019-11-06]. （原始内容存档于2021-11-04） （日语）.
10. 1 2 3  . お知らせ. 丹後海陸交通. 2020-03-10  [2020-04-10]. （原始内容存档于2022-03-25） （日语）.
11. ↑  . 京都新聞. 2014-01-31  [2014-09-20]. （原始内容存档于2014-10-11） （日语）.
12. ↑  新着情報 （页面存档备份，存于）（日語） - 丹後海陸交通，2017年2月12日參閲

## 外部連結
- 丹後海陸交通官方網站 （页面存档备份，存于）（日語）
- 公共交通情報/京丹後市 （页面存档备份，存于）（日語）
- 丹後海陸交通的Facebook專頁